# Campionato europeo F.I.S.A. di Subbuteo 1988 - Categoria seniores
Il "3rd F.I.S.A. European Championships" di Subbuteo (Calcio da tavolo) di Bruxelles in Belgio.
Fasi di qualificazione ed eliminazione diretta della categoria seniores.
Per la classifica finale vedi Classifica.
Per le qualificazioni delle altre categorie:
- Juniores

## Primo turno

### Girone 1
- Mario Baglietto  -  John Mc Giffen 2-1
- Alfredo Martinez  -  Seppo H. Paakkinen 4-0
- Mario Baglietto  -  J.L. Sanchez 6-0
- Seppo H. Paakkinen  -  John Mc Giffen 0-1
- Alfredo Martinez  -  John Mc Giffen 4-1
- Seppo H. Paakkinen  -  J.L. Sanchez 4-1
- Mario Baglietto  -  Alfredo Martinez 3-0
- Alfredo Martinez  -  Seppo H. Paakkinen 4-0
- J.L. Sanchez  -  John Mc Giffen 2-0

### Girone 2
- Dieter Gübeli  -  E. Hurten 3-1
- Michael Kunkel  -  D. Cleeg 2-1
- Dieter Gübeli  -  J. Muno 4-0
- Michael Kunkel  -  E. Hurten 2-0
- D. Cleeg  -  J. Muno 4-0
- Michael Kunkel  -  Dieter Gübeli 2-1
- E. Hurten  -  D. Cleeg 1-0
- Michael Kunkel  -  J. Muno 2-0
- Dieter Gübeli  -  D. Cleeg 2-0
- E. Hurten  -  J. Muno 4-1

### Girone 3
- Christophe Fuseau  -  Joseph Mifsud 2-1
- David Mattews  -  Patrick de Jong 1-1
- David Mattews  -  Joseph Mifsud 2-0
- Christophe Fuseau  -  David Mattews 1-0
- Patrick de Jong  -  Joseph Mifsud 2-0
- Christophe Fuseau  -  Patrick de Jong 1-1

### Girone 4
- Dominique Demarco  -  Horst Deimel 2-1
- Angelos Tsakiris  -  Paulo Sobral 3-0
- Dominique Demarco  -  A. Hounsell 6-2
- Horst Deimel  -  Paulo Sobral 3-1
- Angelos Tsakiris  -  A. Hounsell 4-0
- Dominique Demarco  -  Paulo Sobral 2-0
- Angelos Tsakiris  -  Horst Deimel 6-0
- Paulo Sobral  -  A. Hounsell 6-0
- Dominique Demarco  -  Angelos Tsakiris 0-0
- Horst Deimel  -  A. Hounsell 6-0

## Quarti di Finale
- Mario Baglietto  -  Patrick de Jong 3-0
- Michael Kunkel  -  Angelos Tsakiris 3-2
- Christophe Fuseau  -  Alfredo Martinez 2-1
- Dominique Demarco  -  Dieter Gübeli 5-0

## Semifinali
- Mario Baglietto  -  Michael Kunkel 1-0 d.t.s.
- Christophe Fuseau  -  Dominique Demarco 0-2

## Finale 3º/4º posto
- Christophe Fuseau  -  Michael Kunkel 7-2

## Finale 1º/2º posto
- Mario Baglietto  -  Dominique Demarco 3-2 d.t.s.